# Oligotrema psammites
Oligotrema psammites är en sjöpungsart som beskrevs av Bourne 1903. Oligotrema psammites ingår i släktet Oligotrema och familjen Hexacrobylidae. Inga underarter finns listade i Catalogue of Life.